# Puerto Escondido (film)
Puerto Escondido è un film del 1992, sesto lungometraggio diretto da Gabriele Salvatores nonché quarto ed ultimo capitolo della sua tetralogia della fuga. È tratto dall'omonimo romanzo di Pino Cacucci del 1990, ambientato in gran parte in Messico, specialmente nell'omonima località.
Il protagonista è Diego Abatantuono, e accanto a lui recitano Claudio Bisio, Valeria Golino e Renato Carpentieri, mentre in parti minori sono accreditati Antonio Catania, Fabrizio Bentivoglio e Ugo Conti.

## Trama
Mario Tozzi, dirigente di una banca milanese, si ritrova suo malgrado a essere testimone oculare di un omicidio presso l'ufficio passaporti della questura. L'assassino è il commissario Alfredo Viola, che al culmine di una lite spara a un collega; risalito a Mario tramite il suo passaporto, Viola cerca di ucciderlo a colpi di pistola intrufolandosi nei bagni dell'istituto in cui Tozzi lavora, tuttavia riesce solo a ferirlo allo stomaco. Il vicecommissario Di Gennaro, che ha capito la situazione, si reca a casa di Mario per convincerlo a testimoniare contro Viola, ma proprio in quel momento il commissario li raggiunge e uccide il suo vice.
Viola, vedovo senza figli, annuncia a Mario che andrà a vivere a casa sua, poiché ormai i loro destini sono indissolubilmente legati. La notte, i due si recano in un quartiere malfamato della città dove vengono "riciclate" le auto rubate: Di Gennaro era coinvolto in questo traffico illegale di automobili e il commissario crede che ubicando lì il suo cadavere l'omicidio sarebbe stato attribuito alla criminalità organizzata che gestisce questo tipo di racket. Mentre Viola sta posizionando la salma del collega, Mario ne approfitta per sfuggire alle sue grinfie: sgomma via e fugge in Messico per far perdere le proprie tracce.
A Puerto Escondido Mario conosce una coppia di italiani composta da Alex e la fidanzata Anita, che vivono di espedienti e piccoli furti, e si trova a fronteggiare abitudini lontane dallo stile di vita borghese che conduceva in precedenza. Le cose peggioreranno soprattutto quando la sua carta di credito verrà rifiutata dalla piccola banca locale, cosa che rende l'ex impiegato indigente; Mario e Alex proveranno a entrare nel business del combattimento tra galli ma il loro "campione", chiamato "Tyson", perderà inesorabilmente. 
Tutto cambia quando casualmente, in un ristorante, si imbatte nuovamente nel suo potenziale carnefice: costui, dopo averlo localizzato attraverso la carta di credito, non aveva perso tempo a recarsi in Messico per liberarsi dello scomodo testimone, salvo poi fermarsi a mangiare in quello stesso ristorante, facendo conoscenza con la proprietaria, innamorandosene perdutamente e dimenticando ogni suo proposito omicida per restare a vivere e lavorare accanto a lei. L'ex commissario, ora latitante, accoglie Mario come un amico, riconoscendolo come causa indiretta della sua felicità.
Il gruppo di amici, coinvolti dapprima in un giro di narcotraffico e poi in una rapina, chiedono l'aiuto di Viola quando Alex viene catturato durante la fuga dalla Polizia. Finiranno tutti arrestati, ma uniti dall'obiettivo comune del desiderio di cambiare vita.

## Critica
"Una commedia con sottofondo libertario che elogia il vivere senza certezze, lontano dal benessere capitalista e dal consumismo. Il film mette in piedi uno spettacolo divertente, con gag molto azzeccate, paesaggi superbi e parentesi documentarie che confrontano efficacemente la miseria del Messico e lo sfarzo milanese" (Giovanni Grazzini, L'Indipendente);
"Economico, addomesticato, poco credibile" (Fabio Ferzetti, Il Messaggero);
"Tra assunto e storia c'è una qualche sproporzione, in alcune parti il film è stagnante o sfilacciato, certe soluzioni sono a volte poco filtrate e lavorate, troppo facili. Ma il film suscita simpatia, affetto e il piacere anche malinconico di riconoscersi" (Lietta Tornabuoni, La Stampa);
"Non si va al di là dei gag sui grilli da sgranocchiare come caramelle quadretti sui poveri campesinos costretti a farsi narcotrafficanti; del rimpianto per una bella canna. O del coretto turistico per il comandante Che Guevara" (Valerio Caprara, Il Mattino);
"É l'opera più matura di Gabriele Salvatores. Anche grazie all'apporto di Enzo Monteleone, sceneggiatore fortunatamente non intruppato in una categoria incapace di rinnovarsi" (Enzo Natta, Famiglia Cristiana).

## Riconoscimenti
- Nastri d'argento 1993
  - Migliore attore protagonista (Diego Abatantuono)
  - Migliore attore non protagonista (Renato Carpentieri)

## Produzione
Le riprese si sono svolte a in Italia a Milano, in Messico a Puerto Escondido, nella regione di Oaxaca e a Real de Catorce, città dello stato di San Luis Potosí.